# Call of Duty: World at War – Final Fronts
Call of Duty: World at War – Final Fronts é um jogo eletrônico de tiro em primeira pessoa desenvolvido pela Rebellion Developments e publicado pela Activision em novembro de 2008 para PlayStation 2. É uma contraparte de Call of Duty: World at War.
O jogo é ambientado na Segunda Guerra Mundial e tem seu próprio enredo em um conjunto de 13 missões que retratam os esforços do Corpo de Fuzileiros dos Estados Unidos no Teatro do Pacífico, a Batalha do Bulge na Europa Ocidental e as forças britânicas avançando através do Rio Reno para Alemanha. Call of Duty: World at War – Final Fronts não possui multiplayer online nem o modo Nazi Zombies do jogo principal. O jogo recebeu classificação T da ESRB. Foi o último jogo da série Call of Duty para o Playstation 2.

## Jogabilidade
Call of Duty: Word at War – Final Fronts é um jogo de tiro em primeira pessoa assim como os outros títulos da série Call of Duty. Seu foco está em suas campanhas single-player. O jogador pode alternar entre duas armas e pode transportar granadas de fragmentação e granadas de fumaça. Algumas armas presentes no jogo original também estão presentes em Final Fronts, incluindo o lança-chamas. Armas russas estão ausentes, dando lugar as armas britânicas como Sten e Lee Enfield. Os níveis são jogados com uma equipe de soldados controlados por inteligência artificial, que vai levar o jogador em todo o mapa de onde o mesmo deve ir, ao mesmo tempo ajudando-o, matando os inimigos e abrindo portas. Alguns níveis colocam o jogador em um tanque, porém, a movimentação é restrita a torre e ao canhão de disparos. O tanque é controlado por inteligência artificial.

## Sinopse
Final Fronts possui um enredo diferente de Call of Duty: World at War e tem quatro campanhas: War in the Pacific, Winter Offensive, Victory in Europe e Victory in the Pacific, apresentando batalhas como as de Guadalcanal, Tarawa, Saipan e Okinawa no Pacífico, a Batalha do Bulge e o avanço dos Aliados pelo Reno para o interior da Alemanha na Frente Ocidental da Europa. O jogador assume o papel de um Fuzileiro Naval dos Estados Unidos na campanha do Pacífico e de soldados americanos e britânicos nas duas campanhas europeias. Ao contrário da versão principal de World at War, Final Fronts se inicia com um nível de treinamento e não possui a campanha soviética na Frente Oriental.

### Personagens
A campanha no Pacífico vê o Fuzileiro Naval americano Joe Miller (uma referência ao personagem jogável de Call of Duty: World at War, C. Miller), ao lado dos mesmos personagens do jogo principal – sargento Roebuck e soldado Polonsky. Ao contrário do jogo principal, aqui, Miller pertence a 2ª Divisão de Fuzileiros em vez da 1ª, lutando contra as forças do Império do Japão em batalhas que historicamente envolveram a 2ª Divisão de Fuzileiros Navais, como Guadalcanal, Tarawa, Saipan e Okinawa. As campanhas europeias têm três protagonistas: o soldado Lucas Gibson da 80ª Divisão de Infantaria dos Estados Unidos, o sargento de uma tripulação de tanque Alex McCall, que é destaque em uma missão de M4 Sherman com a 4ª Divisão Blindada americana e o soldado Tom Sharpe da 6ª Divisão Aerotransportada britânica. Este conjunto de missões vê os americanos e britânicos avançando na Frente Ocidental durante o Cerco de Bastogne – parte da Batalha do Bulge, e apresenta a 6ª Divisão Aerotransportada capturando a cidade de Wesel durante a Operação Varsity, bem como os americanos assumindo o local de nascimento de Adolf Hitler, Braunau am Inn, na Áustria.

## Desenvolvimento
Call of Duty: World at War – Final Fronts não foi desenvolvido pela Treyarch, o estúdio que desenvolveu a versão principal de World at War. Seu desenvolvimento foi terceirizado para o estúdio britânico Rebellion Developments. Devido as limitações de hardware do PlayStation 2, o jogo foi feito utilizando o motor Asura em oposição ao motor avançado IW 3.0 de Call of Duty 4: Modern Warfare utilizado na versão principal, com o modelo de alguns personagens sendo reaproveitados de Call of Duty 2: Big Red One e Call of Duty 3. A trilha sonora original de Call of Duty: World at War foi reutilizada em Final Fronts, bem como alguns efeitos sonoros de ambiente e explosões. As vozes de alguns dubladores do jogo principal também foram reutilizadas com novas linhas de diálogo.

## Recepção
O jogo recebeu críticas negativas. O site IGN classificou em 4.5 de 10, criticando a sua "falta de um modo multiplayer online". Alguns críticos reclamaram que o jogo tinha falta de longevidade e pobre inteligência artificial.